# Опера ду Тежу

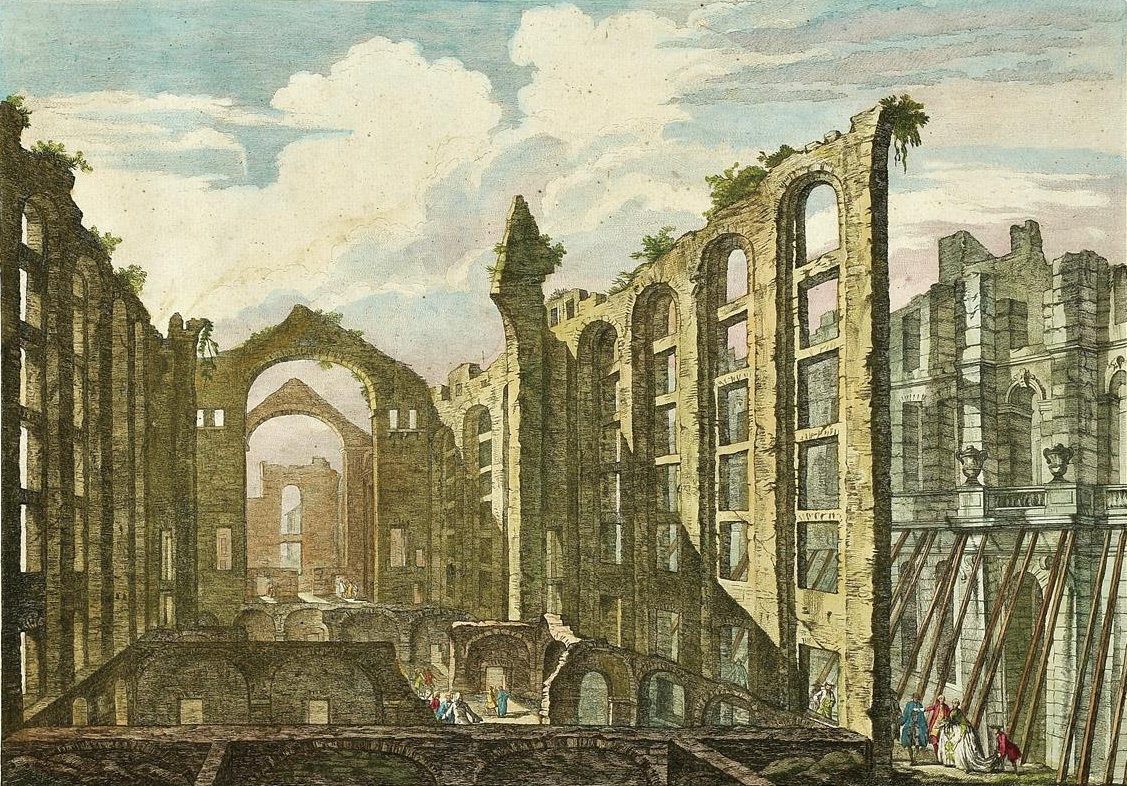
Руїни Опера ду Тежу зображені в 1757 році

Опера ду Тежу (Ópera do Tejo) — розкішний оперний театр у Лісабоні, Португалія. Він був відкритий 31 березня 1755 року та зруйнований великим землетрусом 1 листопада того ж року. 
Театр знаходився в історичному центрі Лісабона, поруч із річкою Тахо в районі Рібейра-даш-Науш, прибудований до палацу Рібейра. 
Проект був замовлений Жозе I з Португалії для італійського архітектора Джованні Карло Галлі да Біббієна.  Зал вміщав 600 людей в партері та в 38 ложах. 
Театр був відкритий оперою «Alessandro nell’Indie» Девіде Переза, з лібретто П'єтро Метастазіо. Перед її знищенням також відбулися дві опери Антоніо Маццоні з лібретті також П'єтро Метастазіо, "La clemenza di Tito" (6 червня) та "Antigono" (16 жовтня).

## Галерея

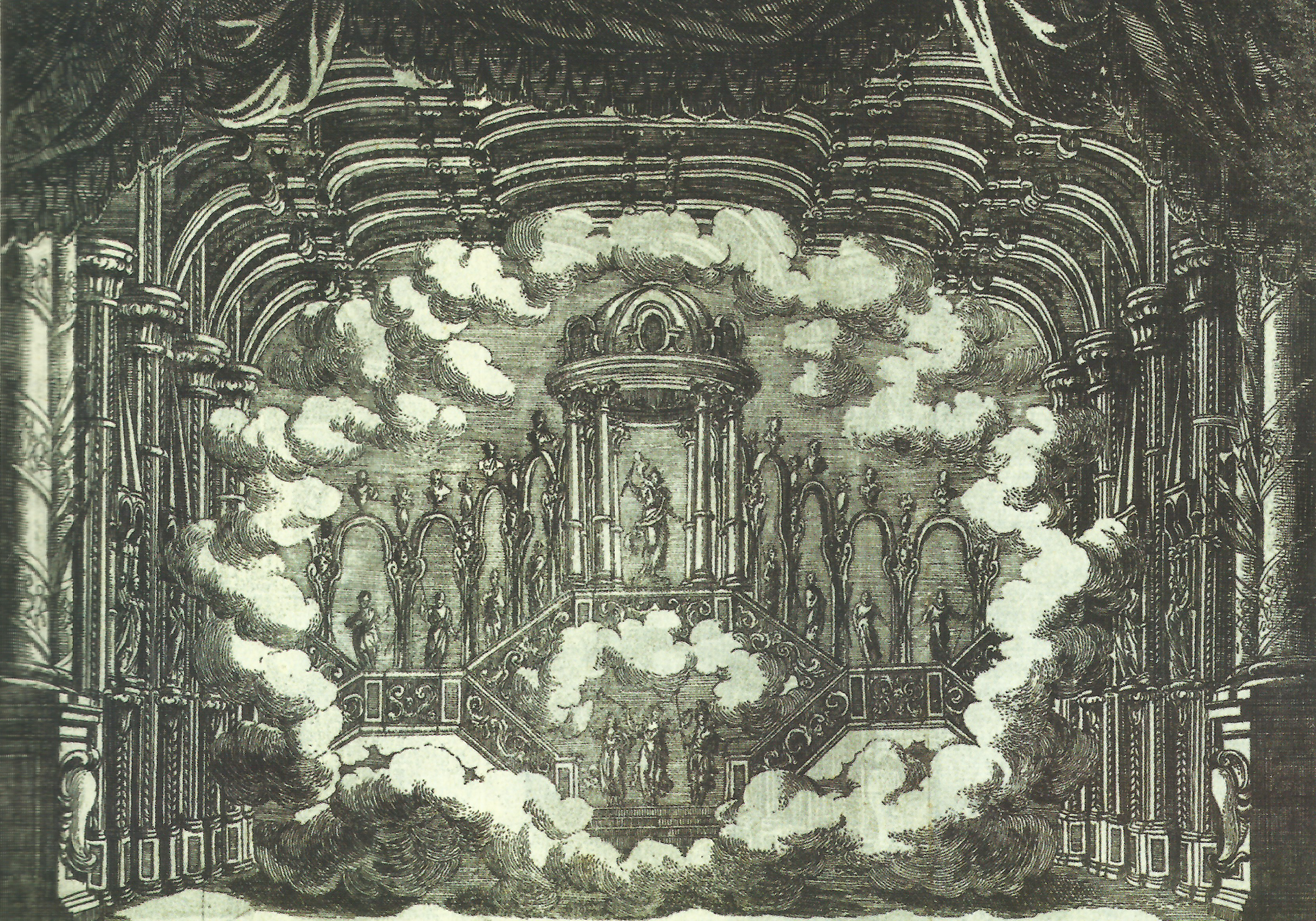
Сцена в день відкриття